# Léontine Tacussel
Léontine Tacussel, née à Aix-en-Provence le 14 septembre 1818 et morte à Sainte-Croix-à-Lauze le 1er mai 1886, est une artiste peintre française.

## Biographie

### Famille
Louise Joséphine Léontine Tacussel, dite Léontine Tacussel, naît à Aix-en-Provence le 14 septembre 1818, au numéro 10 rue de la Frucherie. Son père, Melchior Dominique Pancrace Tacussel possède la société de papeterie Tacussel, située à Aix-en-Provence place de l’Hôtel de Ville et place Saint-Honoré. Sa mère, Rose Joséphine Marguerite Tacussel (née Albret) travaille également au commerce familial. Les Tacussel auront de nombreux enfants : Alfred, Achille, Léon, Caroline, Émilie, Léontine et Clarisse. Léontine semble être la seule de sa famille à choisir une voie artistique. Son frère aîné, Alfred, reprendra la société de son père en 1852, qui deviendra Tacussel père & fils.

### Débuts artistiques
Léontine Tacussel débute la peinture à Aix-en-Provence, sa ville natale. Elle prend probablement des leçons particulières dès sa jeunesse. Très tôt, elle fréquente le milieu artistique aixois de la première moitié du XIXe siècle, exposant aux côtés de Jean-Antoine Constantin, Alphonse Angelin, Gustave de Beaulieu, Justinien Gaut, Prosper Grésy, Polydore de Bec, Joseph Marc Gibert, Jean-Baptiste Olive et enfin Léon de Lestang-Parade. En 1839, elle fait don d’un tableau représentant le célèbre botaniste aixois Tournefort à la bibliothèque Méjanes. En 1842, elle participe à l’Exposition du Musée d’Aix, dont le journal Le Mémorial d’Aix dresse un compte-rendu détaillé. Ses débuts sont prometteurs, mais jugés encore maladroits par le rédacteur du journal.

### Élève de François-Marius Granet
Léontine Tacussel sera la seule femme à suivre l’enseignement du peintre aixois François Marius Granet. En 1843, elle part pour Versailles en compagnie du peintre qui est sollicité pour suivre les progrès de la jeune femme. Granet prend l’artiste sous sa protection, et à partir de 1844, elle le cite régulièrement comme son maître aux côtés de Léon Cogniet dont elle fréquente l’atelier parisien. Les liens entre Léontine Tacussel et François-Marius Granet sont à la fois artistiques et affectifs : il est un mentor indispensable pour la jeune artiste en début de carrière, mais aussi un « père adoptif », comme il l'était pour le jeune Baptistin Martin. Il intervient à de nombreuses reprises dans sa carrière, notamment auprès de l'administration des beaux-arts, afin de lui obtenir des commandes ou des faveurs.

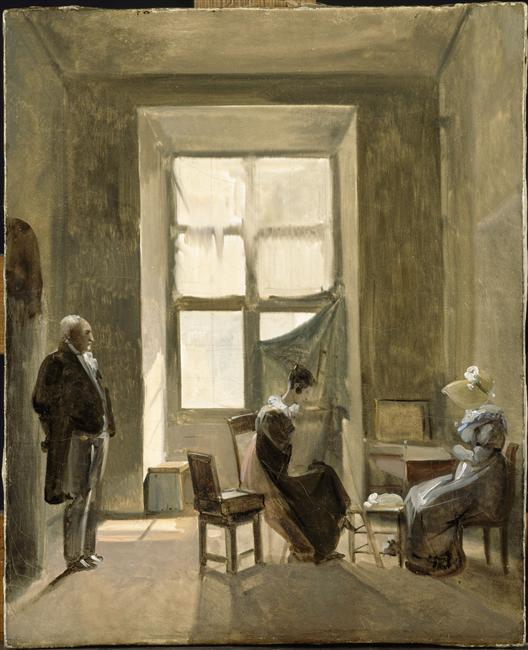
François-Marius Granet, Léontine peignant dans l'atelier de Granet, Musée Magnin, Dijon

### Carrière parisienne
À l'issue de son séjour à Versailles, elle s’installe à Paris où elle suit l’enseignement de Léon Cogniet. Son atelier privé est un des plus prisés de la capitale sous la Monarchie de Juillet. Léontine fréquente la section féminine de l’atelier, quotidiennement gérée par la sœur du maître, Marie-Amélie Cogniet. L’enseignement est basé sur le dessin, la copie d’après les antiques et le modèle vivant, tout en étant marqué par les valeurs romantiques chères à Léon Cogniet.
En 1844, l’administration des beaux-arts lui commande une copie de la Sainte Amélie, Reine de Hongrie de Paul Delaroche, destinée à l’église de Bourg-sur-Gironde (ce tableau est aujourd'hui exposé à l'église de Prignac-et-Marcamps). En 1847, elle reçoit cette fois la commande d’un tableau original destiné à la cathédrale Saint-Sauveur, à Aix-en-Provence. Ce tableau, le Sacrement de Pénitence, est exposé au Salon en 1849.
À Paris, Léontine Tacussel gagne aussi sa vie en faisant des portraits et en donnant des cours de piano. Elle est d’ailleurs considérée comme « un des amateurs de piano les plus distingués de Paris » par la revue La France musicale.

### Mariages et fin de carrière
Après son exposition au Salon, elle quitte la capitale pour se marier à Aix-en-Provence avec le marquis de Sainte-Croix, André de Roux de Sainte-Croix. Ce dernier meurt un an plus tard, lui léguant son immense fortune et ses propriétés. En 1852, elle se marie avec Flavien Marius Delphin Dieudonné, lieutenant en garnison à Aix. Elle s’installe définitivement dans son château à Sainte-Croix-à-Lauze, où elle meurt en 1886 à l’âge de 67 ans.

## Œuvre
L'œuvre de Léontine Tacussel intègre les influences respectives de ses maîtres, Granet et Cogniet. Elle est sensible au style troubadour et semble s'épanouir dans la peinture religieuse, au moment même où celle-ci était agitée par un courant de renouveau. Elle apprécie également les portraits. De nombreuses œuvres de l'artiste sont aujourd'hui disparues.

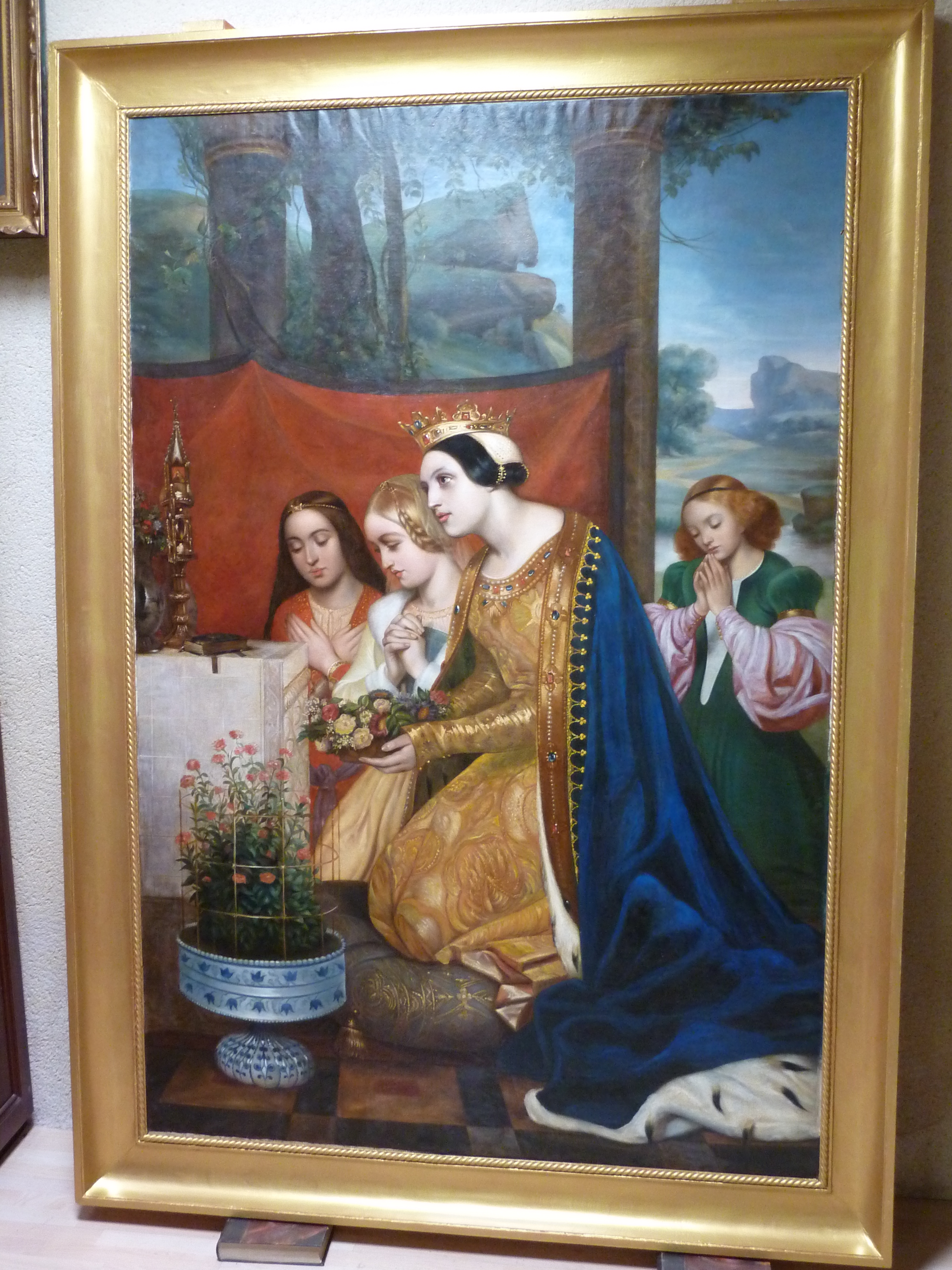
Léontine Tacussel, Sainte Amélie reine de Hongrie, 1845, église de Prignac-et-Marcamps
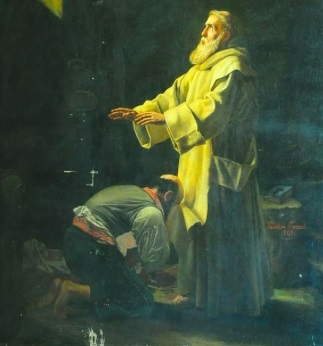
Léontine Tacussel, le Sacrement de Pénitence, 1849, cathédrale Saint-Sauveur, Aix-en-Provence